# 立花凌
立花 凌（たちばな りょう、1996年12月8日 - ）は、大阪府出身の元サッカー選手。ポジションはMF。

## クラブ歴
大阪桐蔭高等学校から大阪産業大学に進学。
2019年にFKイガロ1929で選手となった。同年夏にセルビア・プルヴァ・リーガのFKズラティボル・チャイェティナに移籍。翌2020年にFKアルセナル・ティヴァトに移籍。2021年にFKゼタ・ゴルボヴツィに移籍し、シーズン末に引退した。